# Собор под Дубом

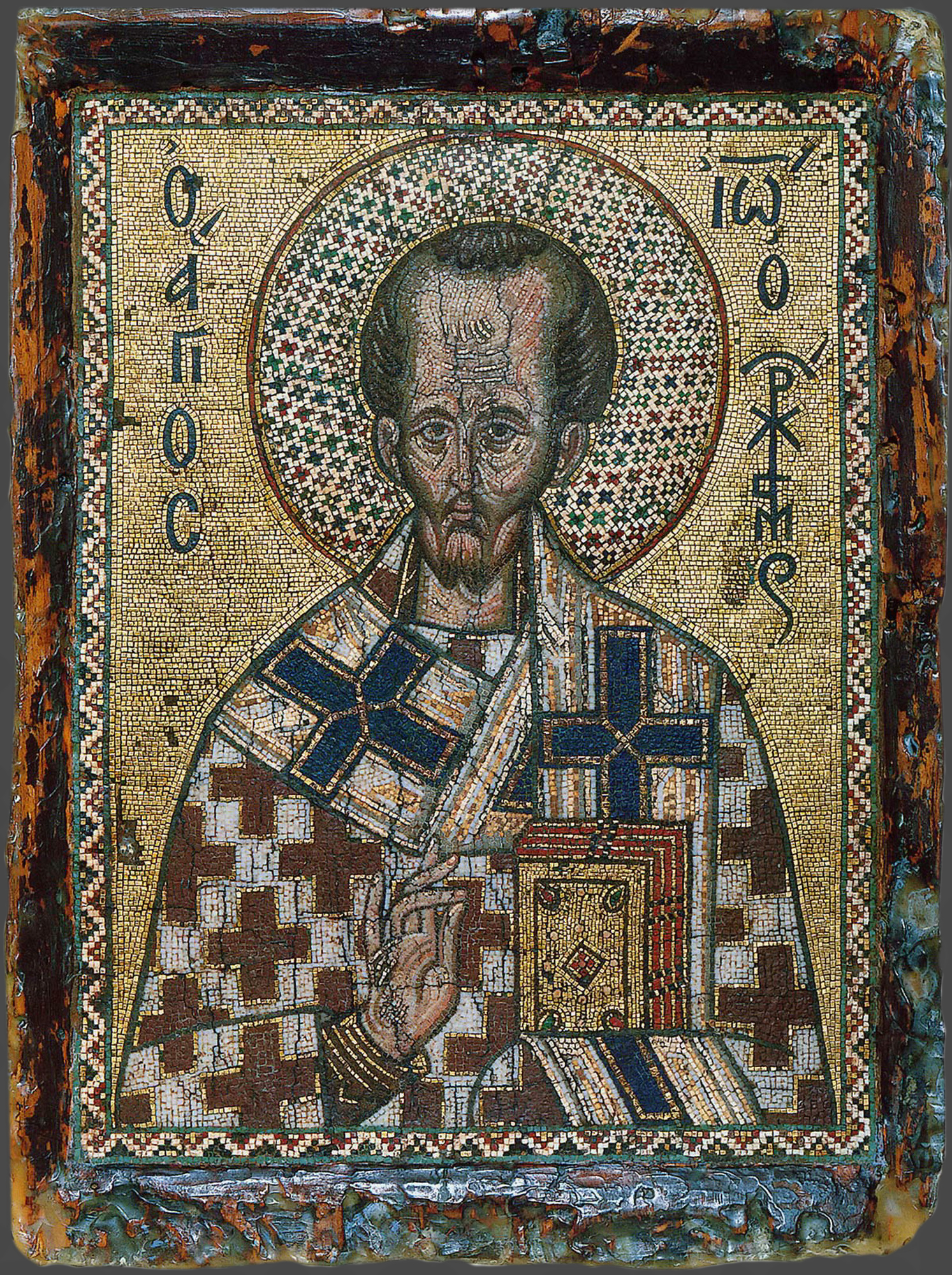
Святитель Иоанн Златоуст; Греция; XIV век; местонахождение: Греция. Афон. Ватопедский монастырь; 13 × 18 см; материал: смальта; техника: микромозаика

Собо́р при Ду́бе или Собо́р под Ду́бом или Собор в Дубе (греч. Σύνοδος ἐπί Δρῦν) — поместный собор Христианской церкви, состоявшийся в июле 403 года в предместье города Халкидона, в Руфинианах, на котором был осуждён Иоанн Златоуст. В настоящее время Руфинианы — это Джаддебостан, округ в районе Кадыкёй города Стамбула.

## Предыстория собора
На рубеже V века в Египте в монашеской среде возникли споры по поводу вопроса «человекообразно ли Божество?». Значительная часть монахов, живших в Нитрийской пустыни придерживалось мнения Оригена о том, что Божество бестелесно и не имеет ушей, рук, ног, и других частей подобных человеческому телу. Места Священного Писания, в которых упоминаются эти части тела у Божества, они понимали иносказательно. Другая часть монахов держалась противного мнения. Между первыми и вторыми монахами началась вражда, обе стороны обвиняли друг друга в богохульстве.
Первые получили название «оригенисты», а вторые «анфропоморфисты» (греч. ἀνθρωπομορφῆται, ἀνθρωπομορφιανοί — «человекоподобники»). Патриарх Александрийский Феофил в начале в вопросе человекообразия поддерживал «оригенистов» и учил в проповедях и пасхальном послании 399 года о том, что Бог бестелесный и чуждый человеческого вида, однако в дальнейшем резко поменял свои взгляды. Причиной, послужившей для этого, стало возмущение монахов-анфропоморфистов. Большая толпа монахов-анфропоморфистов отправилась в Александрию с палками и была готова убить Феофила. Ради того, чтобы не было мятежа, Феофил вышел к толпе и сказал: «Я вижу вас, будто лицо Божие». Воодушевлённые такими словами анфропоморфисты стали требовать от Феофила осуждения книг Оригена как еретических, что и сделал Феофил; он собрал собор в 400 году, на соборе читали многие места из сочинений Оригена и осудили Оригена как еретика, запретив чтение его книг. «Оригенисты» решения собора не приняли. Во главе оригенистов Нитрийской пустыни стояли уважаемые «Долгие братья»-монахи: епископ Гермополя Диоскор, пресвитеры Евсевий и Евфимий и инок Аммоний. Долгие братья, как и монахи Нитрийской пустыни, учили тому, что в сочинениях Оригена много полезного и нельзя запрещать чтение его книг. Феофил обратился к светской власти для выполнения соборного решения. Следствием этого было сперва нападение на Диоскора и затем ночное нападение на Нитрию и разграбление. До 300 монахов бежало в Палестину. Долгие братья были отлучены Феофилом от причастия, несогласные с запрещением Долгие братья отправились в Константинополь и обратились к Иоанну Златоусту, прося последнего рассудить их спор с Феофилом. Златоуст очень уважал братьев, принял их и дал им возможность участвовать в богослужениях, но до разрешения вопроса не допустил их к причастию. Златоуст послал запрос к Феофилу, прося последнего прислать ему дела, касающиеся Долгих братьев. Феофил проигнорировал просьбу Иоанна и вместо этого начал собирать противников Златоуста для того, чтобы осудить его на соборе. Феофил смог привлечь на свою сторону Епифания Кипрского, который был готов осудить Златоуста. Один из Долгих братьев — Аммоний смог поговорить с императрицей Евдоксией и пожаловаться на козни Феофила. Евдоксия обещает Аммонию собрать собор и пригласить на него Феофила. Епифаний Кипрский прибывает в столицу для осуждения Златоуста, он встречается со Златоустом. Епифаний требует, чтобы Златоуст осудил сочинения Оригена, Иоанн отказывается это делать, убеждая Епифания, что очень многое в сочинениях Оригена полезно. Долгие братья встречаются с Епифанием, разговаривают с ним, и последний, не участвуя в соборе, уезжает на Кипр и умирает по дороге. Накануне собора отношение Евдоксии резко меняется, она готова лишить Златоуста архиерейства, для этой цели собирает недовольных Иоанном. Феофил привозит с собой иерархов — противников Златоуста. В результате Феофил из подсудимого становится судьёй, а Златоуст из судьи становится подсудимым.

## Во время собора
Местом для собора была выбрано предместье города Халкидона: «под Дубом» или «Руфинианы». Первое название происходит от огромного дуба, который рос на этом месте, а второе название происходит от имени префекта претория Востока в 392—395 году Руфина. Руфин «под Дубом» построил дворец и большую церковь в честь апостолов Петра и Павла, имущество Руфина император конфисковал, а самого Руфина лишил должности, но название «Руфинианы» закрепилось за местностью.
Феофил приехал вместе со своим племянником дьяконом Кириллом и привёз с собой на собор 28 египетских епископов. В Руфинианах к Феофилу присоединились епископы Малой Азии и Антиохии. Всего на соборе было в начале 36 епископов. Председателем на соборе был митрополит Ираклийский Павел. Одним из главных противников Златоуста и его конкурентом на славу проповедника на соборе был любимец императрицы Севериан Габальский, также в соборе участвовали Макарий из Магнезии, Халкидонский епископ Квирин, Акакий Веррийский, Антиох Птолемаидский, Маруфа из Месопотамии и Исаак епископ, последний стал епископом во время собора. Всего было проведено 13 заседаний Собора: двенадцать по делу Иоанна Златоуста и одно по делу епископа Ираклида Эфесского, которого Златоуст рукоположил во время поездки по Асии. Число членов к двенадцатому заседанию собора увеличилось и достигло 45 епископов.
Сами документы Собора при Дубе не сохранились. Соборные решения изложены в пересказе Патриарха Фотия, в его книге «Библиотека». Против Иоанна Златоуста было выдвинуто 29 обвиненийː

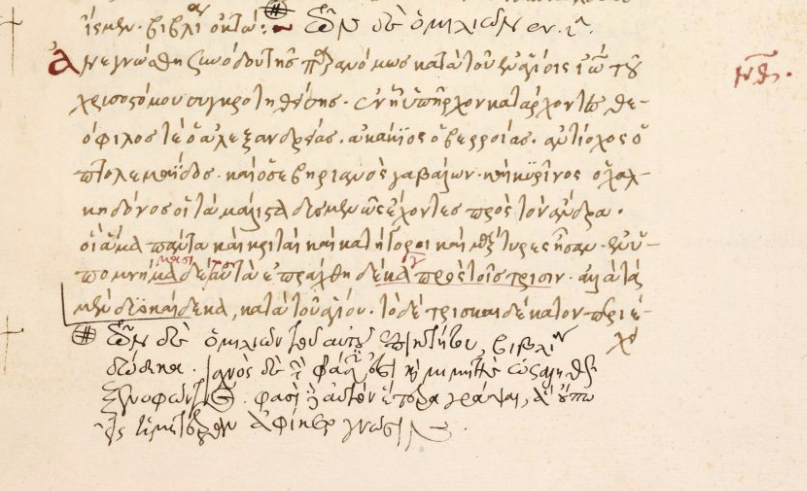
Рукопись XVI века. Фотий I (патриарх Константинопольский). Мириобиблион. Кодекс. 59. Собор под Дубом. Британская библиотека.

1. Первое обвинение выдвинул Макарий епископ Магнезии, который был главным обвинителем: Златоуст обидел Макария, выгнав и избив слугу Макария Евлалия.
2. Второе обвинение выдвинул монах Иоанн, которого пороли по приказу Златоуста, тащили и заковали в цепи как бесноватого.
3. Третье обвинение — продажа Златоустом большого количества церковной собственности.
4. Четвёртое — продажа Златоустом мрамора, который собрал Нектарий для украшения церкви святой Анастасии.
5. Пятое — Златоуст поносил духовенство, как бесчестное, коррумпированное, бесполезное.
6. Шестое — Иоанн назвал святого Епифания болтуном и бесноватым.
7. Седьмое, что он интриговал против Севериана и настроил деканов против него.
8. Восьмое — Иоанн написал клеветническую книгу о духовенстве.
9. Девятое, что он собрал всё духовенство вместе и вызвал трех диаконов — Акакия, Едафия и Иоанна — по обвинению в краже его омофора, и обвинял их в использовании омофора для других целей.
10. Десятое, что он рукоположил в епископы Антония, несмотря на то, что Антоний был признан виновным в ограблении могилы.
11. Одиннадцатое, что он осудил комита Иоанна во время встречи крамольных войск.
12. Двенадцатое — он не молился при входе и выходе из церкви.
13. Тринадцатое, что он рукополагал в дьяконы и священники не в алтаре.
14. Четырнадцатое, что он рукоположил четырех епископов сразу.
15. Пятнадцатое, что он принимает женщин и остаётся с ними наедине, удаляя всех других.
16. Шестнадцатое, что он через Феодула продал имение, оставленное Феклой для Церкви.
17. Семнадцатое — из-за Иоанна никто не знал, как были потрачены доходы церкви.
18. Восемнадцатое, что он рукоположил священника Серапиона в то время, когда последний находился под обвинением.
19. Девятнадцатое, что он отказался проводить останки людей, которых держали в тюрьме по его приказу и которые умерли в его темнице.
20. Двадцатое, что он оскорбил самого святого Акакия, и отказался разговаривать с ним.
21. Двадцать первое, что он предал светской власти двух священников Порфирия и Евтропия, которые были изгнаны.
22. Двадцать второе, что он также проявил к пресвитеру Венериусу многое высокомерие (и тем самым жестоко оскорбил его).
23. Двадцать третье, что баню нагревают только для Иоанна, и что после того как он искупался, Серапион выливает ванну, так что никто не может её использовать.
24. Двадцать четвертое, что он рукоположил многих без свидетелей.
25. Двадцать пятое — Иоанн обедает один и за этими одинокими трапезами ведет себя, как Циклоп, — постыдно и сластолюбиво.
26. Двадцать шестое, что он сам был одновременно обвинителем, свидетелем, и судьёй, как это было видно из случаев с Мартирием протодиаконом, и с Проэресиосом, епископом Лукии.
27. Двадцать седьмое, что Иоанн Златоуст ударил кулаком Мемнона в церкви Апостолов, и пока кровь текла из уст Мемнона Иоанн праздновал и причащался.
28. Двадцать восьмое, что он одевался и раздевался на горнем месте и там ел свою пастилу (сладкие лепёшки).
29. Двадцать девятое — Иоанн подкупил за деньги рукоположенных им епископов с целью угнетения ими духовенства.

Иоанн Златоуст на собор не явился, хотя его трижды (по Сократу Схоластику — 5 раз) приглашали. Он мотивировал отказ заведомой несправедливостью к нему участников собора и требовал, чтобы его дело было рассмотрено Вселенским Собором.
Будущий архиепископ Константинополя и преемник Златоуста на архиерейской кафедре — Арсакий был в числе главных обвинителей против Иоанна Златоуста.

Собор единогласно вынес приговор о низложении Златоуста с архиерейства, который передали императору Аркадию: 
Принимая во внимание, что Иоанн обвинен во многих преступлениях и что, сознавая себя виновным, он не хотел явиться на собор, — собор на основании закона (против упорных и не желающих явиться для суда) отставил его от должности. Жалобы против него, кроме того, обвиняют его в преступлении против императорского достоинства. Поэтому пусть прикажет благочестивый император изгнать его из Церкви и наказать за преступление против императорского достоинства, так как последний пункт обвинения не подлежит суду собора.

## Последствия собора
Император Аркадий согласился сослать Златоуста, хотя Собор при Дубе, по мнению А. П. Лебедева, подсказывал Аркадию, чтобы он наказал Златоуста смертью, как принято было поступать с презрителями императорского достоинства. Иоанн Златоуст сдался полиции, которая отправила его в Вифинию в город Пренету, в этом городе Иоанн ждал дальнейших распоряжений императора.

## Отмена решений собора
После отъезда из Константинополя епископ Севериан Габальский, бывший друг Иоанна, произнёс проповедь против него в Константинополе, где обвинял Иоанна в высокомерии и хвастливом нраве. Эти слова стали катализатором народного недовольства, народ осуждал епископа Севериана, епископа Феофила, Собор при Дубе и императора Аркадия. Опасаясь народных волнений, император приказал возвратить Иоанна. Ряд источников сообщает о неком знамении, побудившем к этому решению: несчастный случай в императорской спальне (епископ Палладий), выкидыш или рождение мертвого ребенка императрицей (житие, приписываемое епископу Мартирию) или землетрясение (Феодорит Кирский). Святителя встретили нотарий, 30 епископов и множество ликующего народа со светильниками. Когда еп. Феофил решил расследовать рукоположение свт. Иоанном еп. Ираклида Ефесского и объявить его незаконным, константинопольцы воспротивились и вступили в столкновение с александрийцами, проистекшее с жертвами и закончившиеся бегством александрийцев из города. Вскоре собор из 60 епископов аннулировал все решения Собора при Дубе и возвратил Иоанна Златоуста на столичную кафедру.